# Terror Rojo (Rusia)
Terror Rojo hace referencia al conjunto de detenciones y ejecuciones realizadas por el bando bolchevique tras la Revolución rusa. En la historiografía soviética, el terror rojo se describe como se anunció oficialmente el 2 de septiembre de 1918 por Yákov Sverdlov y terminó hacia octubre de 1918. Sin embargo, muchos historiadores, empezando por Serguéi Melgunov, aplican este término a la represión durante todo el período de la guerra civil rusa, de 1918-1922.
Las represiones masivas se llevaron a cabo sin un proceso judicial por la policía, la Cheká, junto con elementos de la agencia de inteligencia militar bolchevique, el GRU. Sin embargo, solo si se concibe el Terror Rojo en tanto decreto de Estado aplicado oficialmente entre septiembre y octubre de 1918 y ateniéndose únicamente a los recortes de prensa de la época, las cifras de ejecuciones para este período estarían entre las diez a quince mil ejecuciones, en solo esos tres meses.

## Origen del término
El término Terror Rojo fue originalmente utilizado para describir las últimas seis semanas del Reino del Terror de la Revolución Francesa, hasta el 28 de julio de 1794 cuando ocurre la ejecución de Robespierre, para distinguirlo del siguiente período del Terror Blanco (históricamente este período se ha conocido como el Gran Terror (en francés: la Grande Terreur).

## Historia

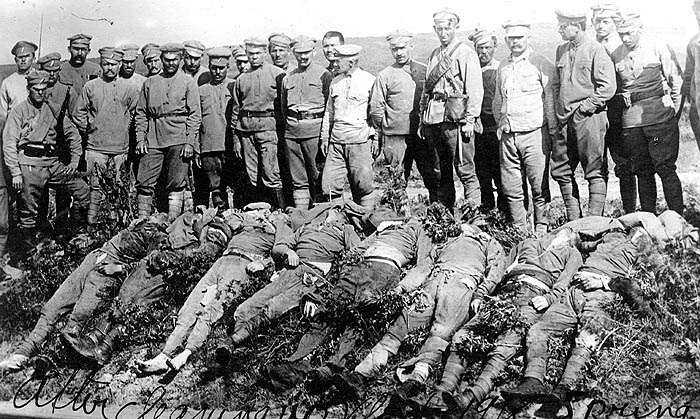
Checoslovacos víctimas de los bolcheviques cerca de Vladivostok.

En agosto de 1918, la situación de poder de los bolcheviques era extremadamente complicada. Apenas controlaban una parte del territorio de la Moscovia histórica ante tres grandes frentes antibolcheviques: 1- Región del Don ocupada por tropas cosacas y blancas 2- Ucrania gobernada por la Rada Central Ucraniana y 3- Toda Siberia ocupada por tropas de la Legión Checoslovaca (ex presos que intentaban regresar a su país al concluir el conflicto). Pero incluso en las regiones controladas por los bolcheviques la situación era caótica con revueltas y levantamientos esporádicos por la falta de alimentos o por las requisas que muchas veces terminaban en sangre, esto, a pesar de que en general el campesinado veía a los bolcheviques como el menor de los males. Temían a los blancos que recurrían por igual a la fuerza y la sangre y podrían reinstaurar el poder de los terratenientes - Sheila Fitzpatrick, "Stalin's peasants" (N.Y 1994, pág. 24)
Ante esta situación, el 9 de agosto, Lenin apremió a los líderes bolcheviques de Nizhni Nóvgorod donde él estaba. La campaña de represiones masivas se inició oficialmente como represalia por el asesinato de Moiséi Uritski, líder de la Cheká de Petrogrado, y del intento de asesinato contra Lenin de Fanni Kaplan el 30 de agosto de 1918. Mientras se recuperaba de sus heridas, Lenin dictó: «Es necesario, secretamente y urgentemente, preparar el terror». Incluso antes de los asesinatos, Lenin estaba enviando telegramas «para introducir el terror de masas» en Nizhni Nóvgorod.[cita requerida]

¡Camaradas! El levantamiento de los kuláks en vuestros cinco distritos debe ser aplastada sin piedad (...) Debéis hacer ejemplo de estas personas. (1) Cuelgue (me refiero a colgar públicamente, para que la gente lo vea) al menos 100 kuláks, ricos bastardos, y chupasangres conocidos. (2) Publicad sus nombres. (3) Aprovechad todo su grano. (4) Tomad rehenes según mis instrucciones en el telegrama de ayer. Haced todo esto para que las personas kilómetros a la redonda lo vean todo, lo comprendan, tiemblen, y decidles que estamos matando a los kuláks sedientos de sangre y que vamos a seguir haciéndolo (...) Atentamente, Lenin. Posdata: Buscad gente más dura.

 Este telegrama se encuentra en el archivo CRCEDHC, 2/1/6/898 Centro Ruso de Conservación y Estudios de Documentos en Historia Contemporánea de la Federación Rusa. Quinientos «representantes de las clases derrocadas» fueron ejecutados de inmediato por el gobierno comunista bolchevique tras el asesinato de Uritski. El primer anuncio oficial del Terror Rojo, publicado en Izvestia, «Llamamiento a la clase obrera», el 3 de septiembre de 1918 pidió a los trabajadores:   
"Que la clase obrera aplaste, mediante el terror masivo, la hidra de la contrarrevolución! Que los enemigos de la clase obrera sepan que todo individuo detenido en posesión ilícita de un arma será ejecutado en el mismo terreno, que todo individuo que se atreva a realizar la menor propaganda contra el régimen soviético será inmediatamente detenido y encerrado en un capo de concentración" (Izvestia, 3 de septiembre de 1918) G. Legget, anteriormente citado, pág. 104.  
Ese mismo día, el Izvestia informaba que más de quinientos rehenes habían sido ejecutados por la Cheká local de Petrogrado en el curso de los días anteriores. Sin embargo, una fuente de la Cheká misma revela que fueron 800 personas las ejecutadas en el curso del mes de septiembre en Petrogrado, pero testigos de los hechos confían que pasaron los mil trescientos, puesto que los bolcheviques no tenían en cuenta en sus estadísticas a los civiles fusilados en la isla de Kronstadt. En una sola noche fueron fusiladas cuatrocientas personas:
"Se excavaron en el patio tres fosas grandes, cuatrocientas personas fueron colocadas ante ellas y ejecutadas una tras otra" (G. Legget, Ob. Cit. pag. 111)

### Decreto acerca del Terror Rojo

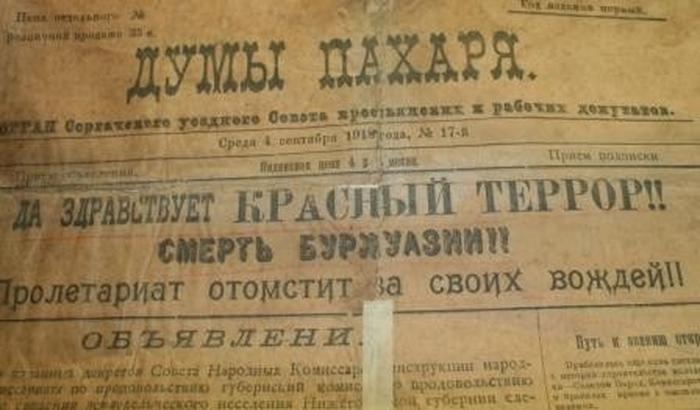
Portada de periódico que anuncia el inicio del Terror Rojo.

Esto fue seguido por el decreto Acerca del Terror Rojo (О «КРАСНОМ ТЕРРОРЕ»), publicado el 5 de septiembre de 1918 al interno por la Cheká y legalizado por el gobierno soviético, publicado para la sociedad en el Izvestia el día 10 de septiembre de 1918: 
"En la situación actual resulta absolutamente vital reforzar a la Cheka (...), proteger la República soviética contra sus enemigos de clase aislando a estos en campos de concentración, fusilar en el terreno a todo individuo relacionado con organizaciones de guardias blancos, conjuras, insurrecciones o tumultos, publicar los nombres de los individuos fusilados explicando las razones par las que han sido pasados por las armas".
El 15 de octubre un trabajador de la Cheká, Gleb Bokiy, resumió que el Terror Rojo había terminado oficialmente, informó que en Petrogrado 800 supuestos enemigos habían sido fusilados y encarcelados otro 6.229. Según el escritor Donald Rayfield, el comunista húngaro Béla Kun, con la aprobación de Lenin, habría hecho ejecutar a 50 000 prisioneros de guerra blancos tras la derrota del general Piotr Wrangel a manos de los anarquistas del Ejército Negro, a finales de 1920. Estas tropas vigilaban los campos de trabajo, incrementando el sistema de Gulag, llevado a cabo los pedidos de alimentos, derribar las rebeliones campesinas, inspiradas por los trabajadores, y los motines al interior del Ejército Rojo.
Uno de los principales organizadores del Terror Rojo para el gobierno bolchevique fue el comisario del Ejército de segundo grado, Jānis Bērziņš. Este participó en la Revolución de Octubre y posteriormente trabajó en el aparato central de la Cheká. Durante el Terror Rojo, Bērziņš inició el sistema de tomar rehenes y ejecutarlos para detener las deserciones y otros «actos de deslealtad y de sabotaje». Cuando fungía como jefe de un departamento especial del Ejército Rojo Letón, (más tarde del día 15 del Ejército Rojo), Berzin desempeñó un papel primordial en la represión de la Rebelión de Kronstadt en marzo de 1921.

### Represiones

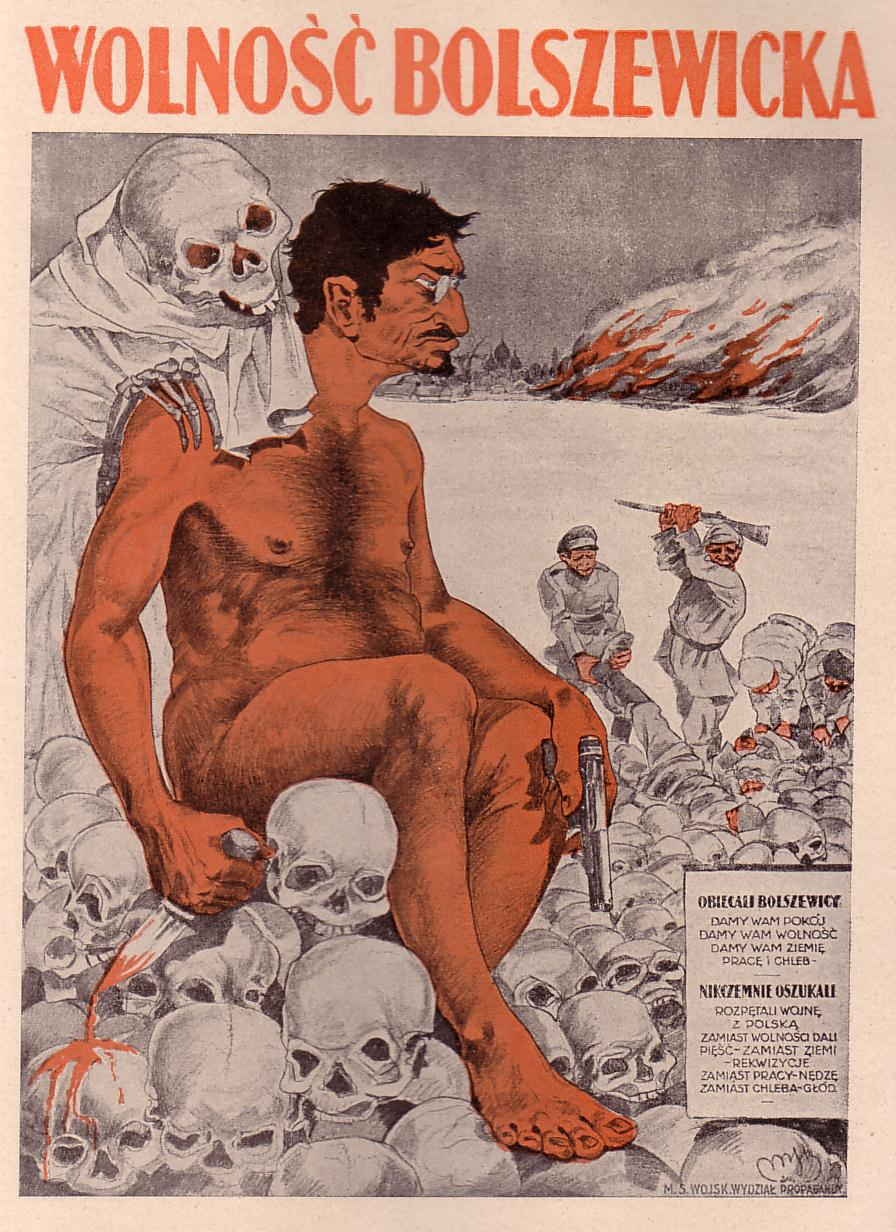
«Libertad bolchevique» con una ley de León Trotski. Propaganda polaca durante la guerra polaco-soviética.

#### Campesinos
Las tropas de Interior de la Cheká, para infundir el terror, practicaban la táctica de tomar y ejecutar numerosos rehenes, con frecuencia relacionados con las deserciones.

#### Obreros industriales
El 16 de marzo de 1919, la Cheká irrumpió en la fábrica Putílov. Más de 900 trabajadores que fueron a la huelga fueron detenidos. Más de 200 de ellos fueron ejecutados sin juicio durante los días posteriores. Hubo numerosas huelgas en la primavera de 1919 en las ciudades de Tula, Oriol, Tver, Ivánovo y Astracán. Los trabajadores hambrientos trataron de obtener las raciones de alimentos correspondientes a las de los soldados del Ejército Rojo.[cita requerida]
También exigieron la eliminación de los privilegios para los comunistas, la libertad de prensa y elecciones libres. Todas estas huelgas fueron reprimidas sin piedad por la Cheká mediante arrestos y ejecuciones. Sin embargo,  estas continuaron. Lenin estaba preocupado por la tensa situación en relación con los trabajadores de la región de los Urales. El 29 de enero de 1920, envió un telegrama a Vladímir Smirnov que indicaba:

Me sorprende que usted está tomando el asunto tan a la ligera, y no tenga efecto inmediato la ejecución de un gran número de huelguistas por el delito de sabotaje.
Libro negro, página 90.

Paralelamente se desató el Terror Blanco que comenzó desde el momento mismo en que los sóviets asumieron el control del gobierno en noviembre de 1917 bajo los ejércitos blancos y la intervención extranjera en 1921. Diversos historiadores hacen hincapié en que el Terror Blanco fue premeditado y sistemático, ya que las órdenes venían de los altos funcionarios del Movimiento Blanco Dada la asociación entre bolcheviques y judíos, se produjo la masacre de entre 100.000 a 250.000 judíos en más de 2.000 pogromos, durante el Terror Blanco, como ejemplo de genocidio. En ocasiones, cárceles enteras fueron vaciadas de reclusos a través de fusilamientos en masa antes de abandonar una ciudad a manos de las Fuerzas Blancas.

### Resumen

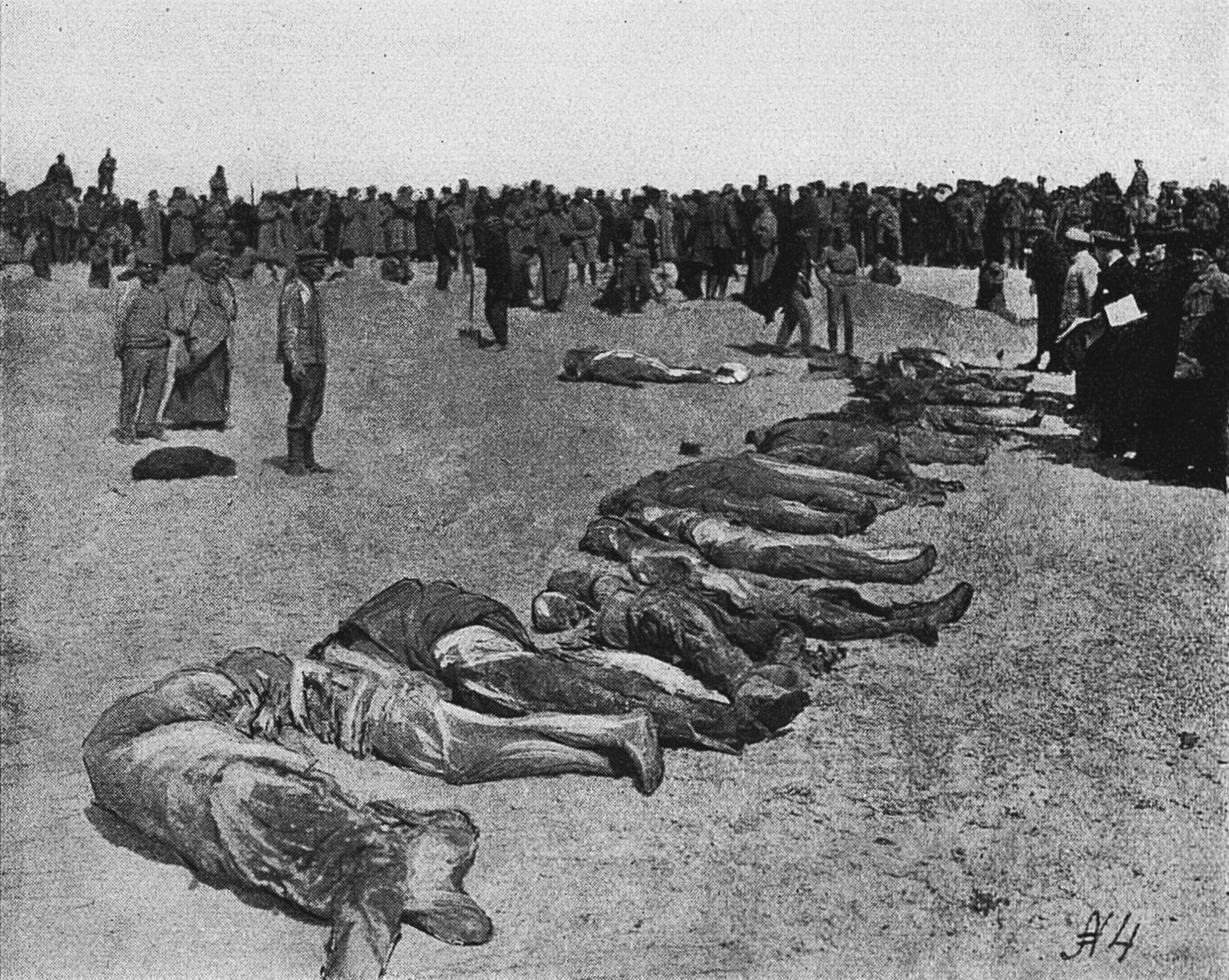
Cadáveres de las víctimas del Terror Rojo de invierno de 1918 en Eupatoria, arrojados por verdugos bolcheviques en el Mar Negro, pero arrastrados a tierra por mareas y olas en los días de verano de 1918.

Sería difícil intentar un cálculo exhaustivo del número de ejecuciones en este período de Terror rojo en tanto decreto. Sin embargo, uno de los principales dirigentes de la Cheká, Latsis argumenta que "si se puede acusar a la Cheká de algo no es de exceso de celo, sino de insuficiencia en la aplicación de las medidas supremas de castigo, es decir, una mano de hierro disminuye siempre la cantidad de víctimas" (M.I. Latsis, Obras cit., pag. 25. 
Por otro lado, el dirigente menchevique Yuli Mártov (cofundador del Partido Obrero Socialdemócrata de Rusia junto a Lenin y antiguo gran amigo de este) estimaba el número de víctimas directas de la Cheká desde inicios de septiembre en "más de diez mil"  (M.N. Gernet, Protiv smertnoi kazni -La pena de muerte-, San Petersburgo, 1913). 
Entre octubre y diciembre de 1918, se desarrolló una polémica entre los medios dirigentes bolcheviques en torno al papel de la Cheká. El Comité central discutió, el 25 de octubre de 1918, una nueva condición para la Cheka y criticaron los plenos poderes otorgados a una organización que pretendía actuar por encima de los sóviets y del mismo partido. Bujarin, Olminski y Petrovski, comisario del pueblo para Asuntos Internos, solicitaron medidas para limitar los "excesos de celo de una organización repleta de criminales y de sádicos, de elementos degenerados del lumpen-proletariado".

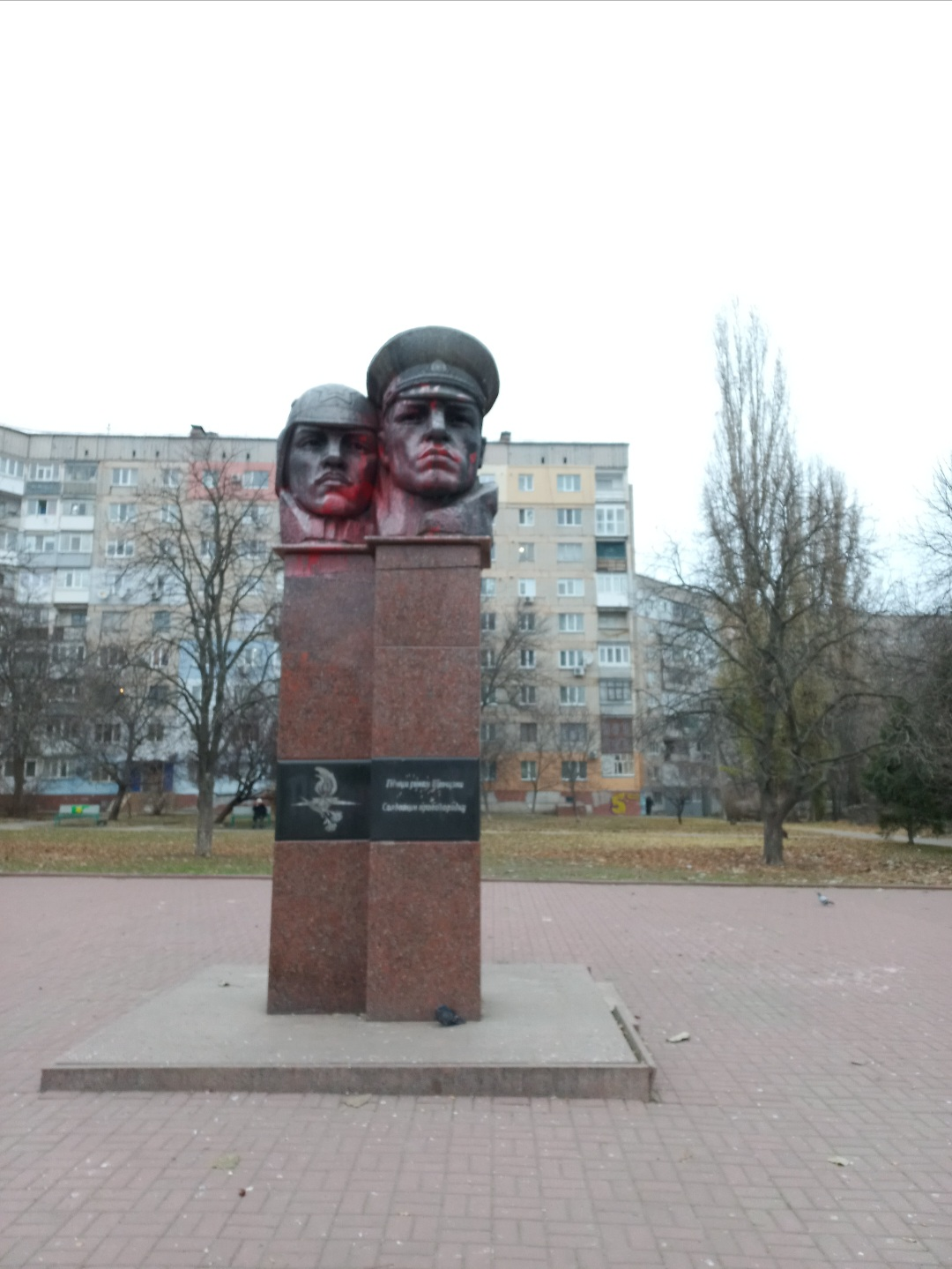
Un monumento a los chekistas, Kropivnitski, Ucraina

Se creó una comisión de control político. Kámenev, que formaba parte de la misma, llegó incluso a proponer la abolición pura y simple de la Cheka (Archivo CRCEDHC, 5,1/2558). Sin embargo, terminaron ganando los partidarios de la Cheka, entre los que se encontraban Félix Dzerzhinski, el mismísimo jefe de la Cheka, así como figuras importantes como Sverdlov, Iósif Stalin, León Trotski y Lenin. Este último tomó una defensa rígida de la organización:
" (La Cheka era) injustamente atacada por una intelligentsia limitada (...) incapaz de considerar el problema del terror desde una perspectiva más amplia" (Lenin y la Cheka, recopilación de documentos. Moscú 1975, pag. 122)